# Alisar Youssef
Alisar Youssef (arabisch أليسار يوسف; * 7. Mai 2005) ist eine syrische Leichtathletin, die im Sprint und Hürdenlauf an den Start geht.

## Sportliche Laufbahn
Erste Erfahrungen bei internationalen Meisterschaften sammelte Alisar Youssef im Jahr 2022, als sie bei den Arabischen U20-Meisterschaften in Radès in 14,68 s den vierten Platz im 100-Meter-Hürdenlauf belegte. Anschließend gelangte sie bei den U18-Asienmeisterschaften in Kuwait mit 16,72 s auf Rang sechs. 2024 schied sie bei den U20-Asienmeisterschaften in Dubai mit 15,12 s im Vorlauf aus und anschließend belegte sie bei den Arabischen U23-Meisterschaften in Ismailia in 14,58 s den fünften Platz. Zudem gelangte sie im 100-Meter-Lauf mit 12,95 s auf Rang sieben. Dank einer Wildcard nahm sie über 100 Meter im August an den Olympischen Sommerspielen in Paris teil und schied dort mit 12,93 s in der Vorausscheidungsrunde aus. Zudem war sie Fahnenträgerin Syriens während der Eröffnungsveranstaltung der Spiele.

## Persönliche Bestleistungen
- 100 Meter: 12,93 s (+0,2 m/s), 2. August 2024 in Paris
- 100 m Hürden: 14,61 s (−0,5 m/s), 4. Juli 2022 in Jamhour